# Marija Bulatović
Marija Bulatović (* 16. Mai 1995) ist eine ehemalige montenegrinische Skilangläuferin.

## Werdegang
Bulatović startete im März 2013 in Mavrovo erstmals im Balkan-Cup und belegte dabei den 15. Platz über 5 km Freistil. Ihre beste Platzierung im Balkan-Cup erreichte sie im Januar 2017 in Dvorista mit dem siebten Platz über 5 km Freistil. Bei den nordischen Skiweltmeisterschaften 2017 in Lahti errang sie den 92. Platz im Sprint. Im folgenden Jahr lief sie bei den Olympischen Winterspielen in Pyeongchang auf den 88. Platz über 10 km Freistil. Letztmals international startete sie bei den nordischen Skiweltmeisterschaften 2021 in Oberstdorf. Dort lief sie auf den 104. Platz im Sprint und auf den 103. Rang über 10 km Freistil.